# Гифорд (Флорида)
Гифорд (енгл. Gifford) насељено је место без административног статуса у америчкој савезној држави Флорида.

## Демографија
По попису из 2010. године број становника је 9.590, што је 1.991 (26,2%) становника више него 2000. године.
| Група             | 2000.         | 2010.         |
| Белци             | 2.615 (34,4%) | 4.399 (45,9%) |
| Афроамериканци    | 4.364 (57,4%) | 4.188 (43,7%) |
| Азијати           | 19 (0,3%)     | 58 (0,6%)     |
| Хиспаноамериканци | 507 (6,7%)    | 811 (8,5%)    |
| Укупно            | 7.599         | 9.590         |